# Ivan Lučić (nogometaš)
Ivan Lučić (Beč, 23. ožujka 1995.) austrijski je nogometaš hrvatskog podrijetla koji igra na poziciji vratara. Trenutačno igra za Hajduk Split.

## Klupska karijera
Započeo je nogometnu karijeru u austrijskom klubu Post SV 2004. Prešao je u FC Stadlau 2006., a potom u Austriju Beč za koju je igrao od 2008. do 2012. Pridružio se SV Riedu 2012., a profesionalni debi imao je 11. svibnja 2014. protiv bečkog Rapida. Bio je posuđen Union St. Florianu u sezoni 2013./14.. Za taj klub postigao je dva gola, jedan iz jedanaesterca i jedan iz slobodnog udarca.
Prešao je u drugu momčad Bayerna 2014. Pridružio se treninzima prve momčadi u SAD-u, ali je pretrpio ozljedu gležnja. Vratio se u travnju 2015. i bio je u momčadi Lige prvaka protiv Porta, ali nije ušao u igru.
Potpisao je za Bristol City u srpnju 2016. Debitirao je u EFL Cupu protiv Fulhama 21. rujna 2016. obranivši jedanaesterac. Ugovor je sporazumno raskinut u siječnju 2018. nakon samo dva nastupa.
Posuđen je danskom AaB-u u siječnju 2017. do kraja sezone. Nakon isteka posudbe, raskinuo je ugovor u siječnju 2018. godine.
U sezonI 2018./19. Lučić se vratio u Austriju u svoj juniorski klub Austria Beč, gdje je dobio ugovor do lipnja 2020. Nakon sezone 2019./20. napustio je Austriju. Nakon nekoliko mjeseci bez kluba, u studenome 2020. preselio se u Hrvatsku gdje je zaigrao za Istru 1961. Odmah se etablirao u Istri te je u sezoni 2020./21. upisao 23 nastupa u 1. HNL, a u sezoni 2021./22. 31 nastup. No, izgubio je mjesto od Lovre Majkića za sezonu 2022./23., a prije zimske stanke igrao je samo jednom, kada je Majkić bio suspendiran.
U siječnju 2023. prešao je u Hajduk Split. Osvojio je hrvatski nogometni kup 2022./23.

## Reprezentativna karijera
Nastupao je za selekcije Austriju do 16, 17, 18 i 19 godina, uključujući i na Europskom prvenstvu do 19 godina 2014. na kojem je odigrao tri utakmice.

## Vanjske poveznice
- Profil, Transfermarkt